# Tamatia à plastron
Notharchus pectoralis
Espèce
Statut de conservation UICN

 LC  : Préoccupation mineure
Le Tamatia à plastron (Notharchus pectoralis) est une espèce d'oiseaux de la famille des bucconidés (ou Bucconidae).
Cet oiseau vit dans le Tumbes-Chocó-Magdalena.